# ブルーノ・セナ
ブルーノ・セナ・ラッリ（Bruno Senna Lalli, 1983年10月15日 - ）は、ブラジル・サンパウロ市出身のレーシングドライバーである。
起業家、慈善家でアイルトン・セナの姉であるビビアーニ・セナの長男であり、つまりアイルトンの甥にあたる。

## 経歴

### 生い立ち
偉大なレーサーであった叔父の影響は大きく、幼少期からF1ドライバーを目指そうと決めていた。
しかし、1994年5月1日のサンマリノグランプリでアイルトンが突然この世を去り、さらに追い討ちをかけるかのように翌年には父フラビオ・ラッリがバイク事故で他界したのをキッカケに、母親にモータースポーツ活動を禁じられた。

### デビュー
叔父の死後10年経って、彼の生前の友であるゲルハルト・ベルガーらがブルーノの家族の説得に動いたことで、ようやくレース活動を許され、2004年9月にイギリスのブランズハッチで行われたレースからフォーミュラ・BMWの最終2イベント（各イベント2レースずつ開催）に出場し、最終イベントでは2レースともフロントローにつけた。
また、マカオグランプリに際しては、併催のフォーミュラ・ルノーに参戦し、それまで同シリーズの車体の運転経験がなかったにもかかわらず、いきなり2位表彰台を獲得し、この計5レースを戦ったのみで、ジュニア・フォーミュラを早々に終えた。

### F3、GP2

#### 2005年
イギリスF3に移り、キミ・ライコネンが共同出資者として名を連ねるライコネン・ロバートソン・レーシング（Raikkonen Robertson Racing）に所属した。終盤になって調子を上げ、シルバーストンで開催された第16レースで3位表彰台に立つと、ニュルブルクリンクで開催された第18レースでポールポジションを記録するとともに2位表彰台を得るなど、最後の7レースでポールポジション1回、表彰台3回を記録し、結果、ランキング10位でシーズンを終えた。その後、マカオグランプリにも出場したが、リタイアに終わった。

#### 2006年

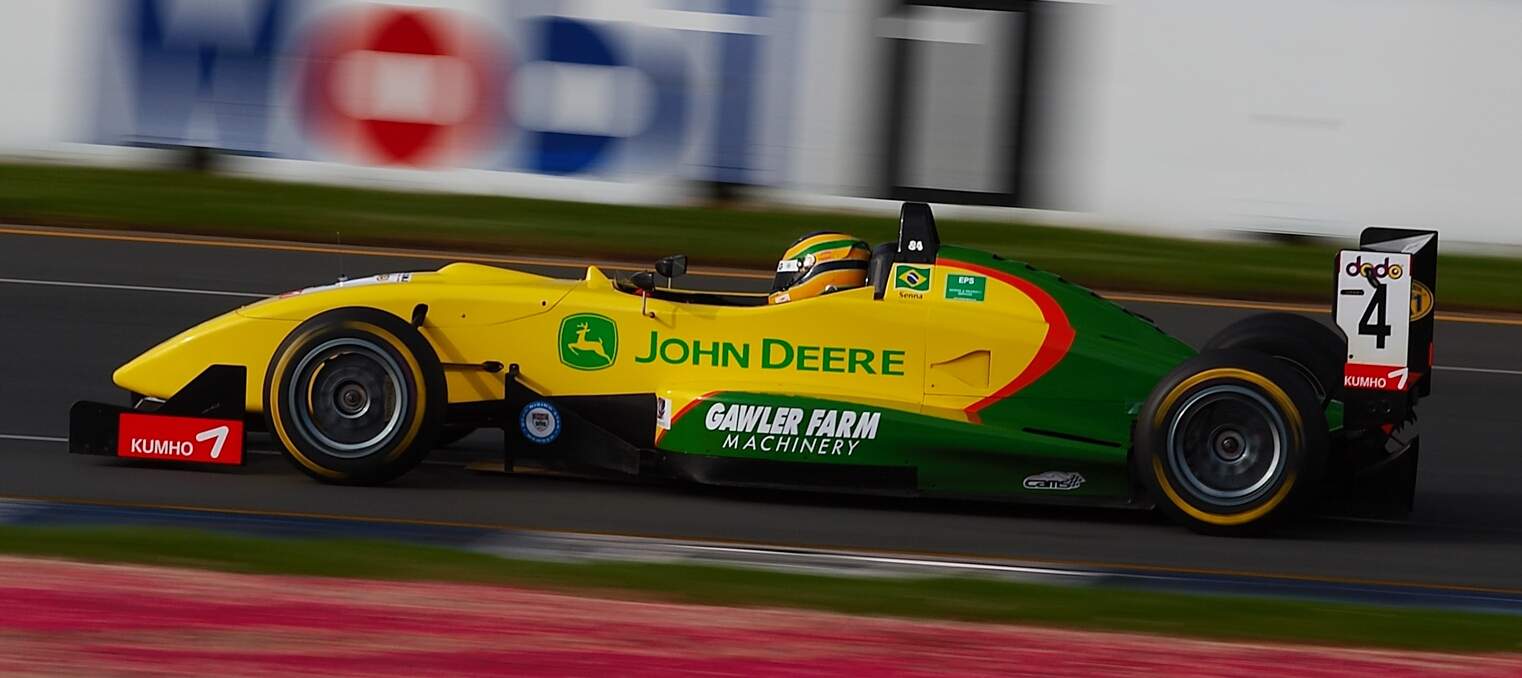
2006年F1オーストラリアGPのサポートレースでF3車を駆るブルーノ

2006年も引き続き同チームからイギリスF3に参戦した。
イギリスF3の開幕前に、F1の開幕戦バーレーンGPのサポートレースのひとつとして開催されたワンメイクレースや、F1の第3戦オーストラリアGPのサポートレースのひとつとして開催されたF3レースに出場しており、オーストラリアのF3レースでは、2レース目から4レース目までを連勝で制して4戦中3勝という結果を残し、これが自身のレースキャリアにおける初優勝となった。

#### 2007年
2007年はアーデン・インターナショナルからGP2に参戦し、スペインのレース2で優勝を記録した。

#### 2008年
アーデン・インターナショナルを放出されたため、前年のチャンピオンチームであるiSportに移籍しモナコGPとイギリスGPで2勝を上げたがジョルジオ・パンターノに9ポイント届かずシリーズ2位となった。

### F1

#### 2009年
2008年のシーズンオフにはF1のホンダチームのテストに参加し、叔父とも縁の深いホンダからF1デビューするのではないかとみられた。しかし、ホンダがF1撤退を表明し、後継チームとして発足したブラウンGPがルーベンス・バリチェロの継続起用を選択したため、セナのF1デビューは先送りとなった。
その後、メルセデス・ベンツからドイツツーリングカー選手権 (DTM) へのオファーを受けたが、F1でのチャンスを優先するために断り、ル・マン24時間レース及びル・マン・シリーズに参戦していた。

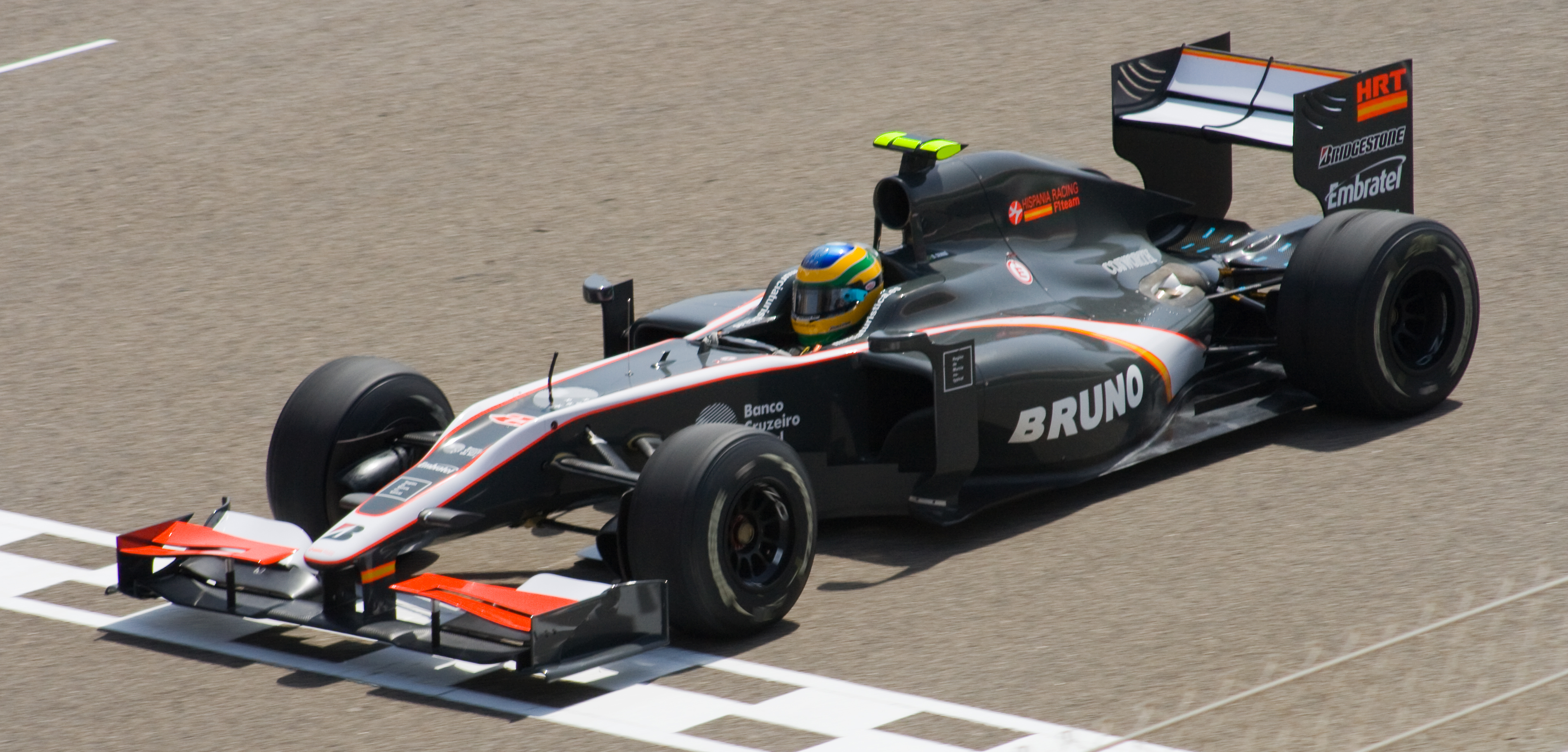
デビューレースにてヒスパニアのマシンF110を駆るブルーノ・セナ。写真はバーレーンGP。

#### 2010年
カンポス・グランプリ（後にヒスパニア・レーシング ⇒ HRTに名称変更）からF1に参戦することが決まった。チームメイトはGP2時代の2008年にチームメイトだったカルン・チャンドック。
シーズン開幕前にテストを行うことが出来ず、開幕戦バーレーンGPにはぶっつけ本番で出走した。開幕2戦はマシントラブルでリタイアに終わるが、第3戦マレーシアGPで16位に入り自身初の完走を果たした。第7戦トルコGPでは、初めて予選でヴァージン・レーシングのルーカス・ディ・グラッシの前のグリッドを獲得。決勝でもヴァージン・レーシングの2台とバトルを繰り広げるが、燃料系トラブルでリタイアに終わった。
第10戦イギリスGPではセナに代わりテストドライバーの山本左近が出走したが、次の第11戦ドイツGPからは再びレギュラードライバーに復帰、予選でロータスのヘイキ・コバライネンやヴァージンのティモ・グロックと0.3秒差以内のタイムを記録し自己ベストの21位に入った。第13戦ベルギーGPの予選では不安定な天候の中で数名のドライバーがタイムを上手く出せなかったこともあり自己ベストを更新する20位に入った。
マシントラブルやクラッシュなどにより、第15戦シンガポールGPまでに出走した14レース中9レースでリタイアしたものの、7台がリタイアした第16戦日本GPでは15位、9台がリタイアした第17戦韓国GPは14位といずれも完走して自己ベストを更新する成績を残した。しかし、全体的には完走率が低かったことに加えチーム首脳陣がセナの契約更新を行わない方針にしたため、チームを離れた。

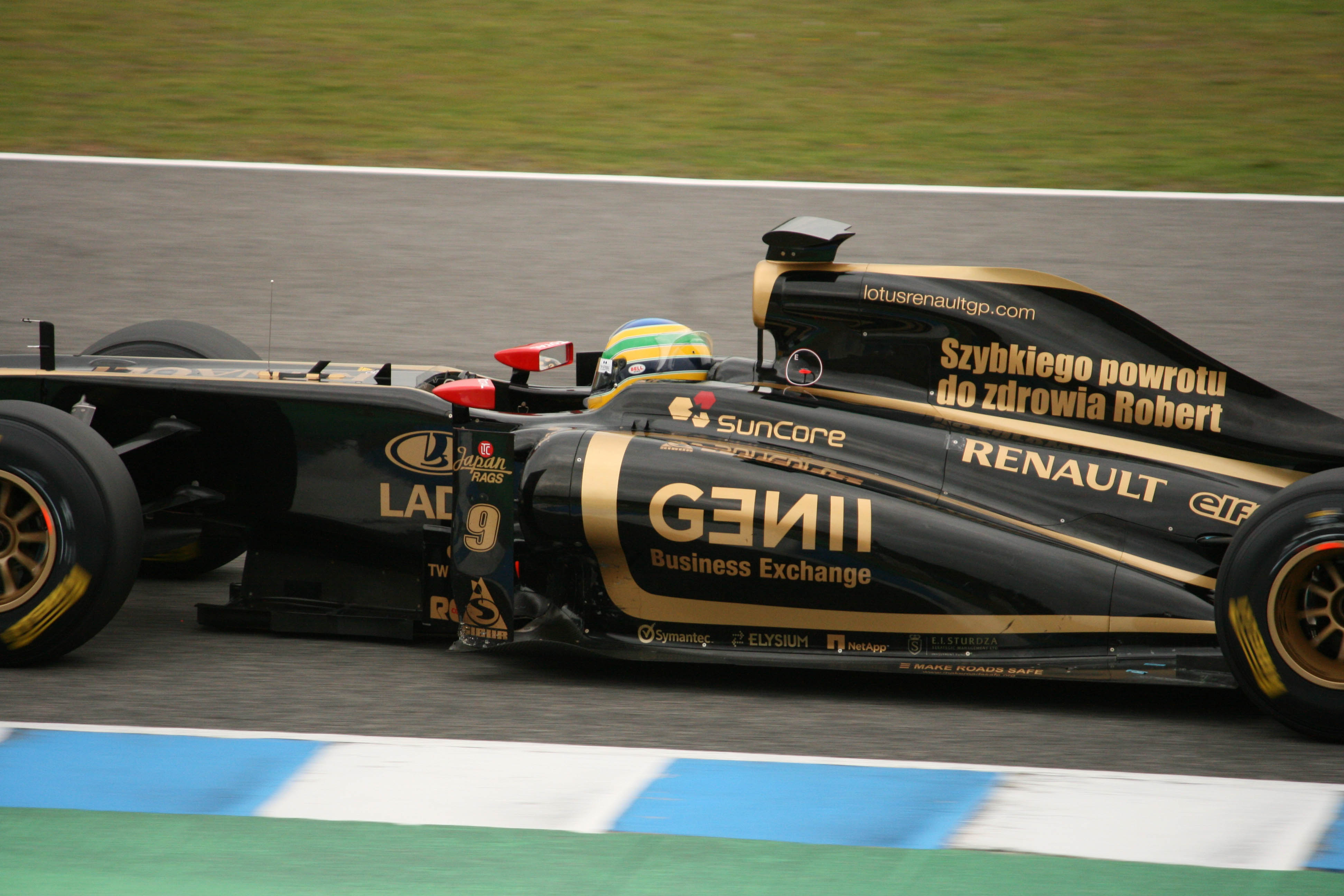
ロータス・ルノーGP・R31を駆るブルーノ・セナ。写真はヘレスにおけるテスト走行にて。

#### 2011年
1月31日、ロータス・ルノーGPのリザーブドドライバーとして就任する事を発表された。ハンガリーGPでは金曜フリー走行を行った。続くベルギーGPでは、同GPとイタリアGPにてニック・ハイドフェルドに変わって出走することが決定し、後にハイドフェルドがチームを離れることに合意したため、残りも全戦で出走することが決まった。
ベルギーGPでは自身初のQ3進出となる予選7番手を獲得したものの、スタート直後にハイメ・アルグエルスアリと接触し大きく順位を落として13位で完走となった。イタリアGPでもQ3に進出し予選10番手を獲得したが、1コーナーの混乱を避けるために大きく順位を落とした。しかしその後は、強い追い上げといくつかのオーバーテイクをするなど見せ場を作り自身初入賞となる9位入賞を果たした。
しかしロータスは翌年のドライバーラインナップはキミ・ライコネンとロマン・グロージャンの起用を発表しブルーノは再びレギュラードライバーの座を失った。

#### 2012年

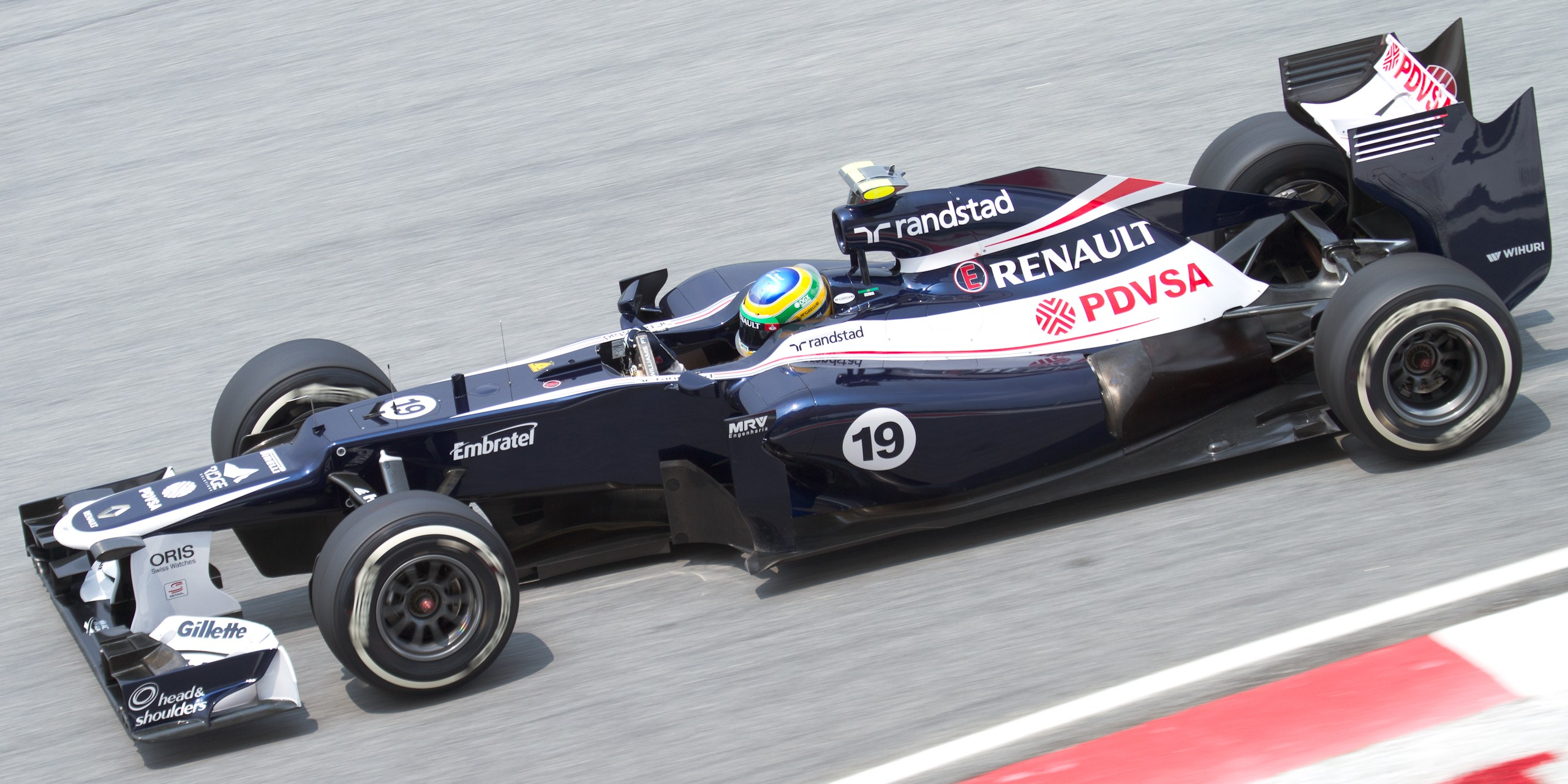
ウィリアムズ・FW34を駆るセナ（2012年マレーシアGP）

2012年のシート争いで残るシートはウィリアムズとかつて所属していたHRTの2つだけであったが、ルーベンス・バリチェロやエイドリアン・スーティルとの争奪戦の末、かつて叔父のアイルトンが最後に所属していたウィリアムズのシートを獲得した。これに際し、ブルーノの家族（母親や祖父母）は反対せずむしろ大賛成でウィリアムズの加入を喜んだ。なお、メディアではスポンサーマネーで獲得したと報道されたが、ウィリアムズやブルーノ側はこれを否定した。契約締結に至る決め手となったのはウィリアムズ独自のテストに合格したからだとブルーノは発言している。チームの意向により、金曜日のフリー走行1回目の大半（20戦中15戦）はリザーブドライバーのバルテリ・ボッタスにマシンを譲るという契約になった。
第2戦マレーシアGPでは、赤旗中断までにノーズ交換など2回のピットストップがあり最下位まで落ちてしまうも、その後は順位を上げこの年最高の6位入賞を果たした。第12戦ベルギーGPでは初のファステストラップを記録。クラッシュが目立つチームメイトのパストール・マルドナドに比べると、対照的にレースでの安定感に富み入賞回数では10対5と差を付けたが、予選では1PP含め3位以上5回を記録したマルドナドと比べ最高が9位、5勝15敗と予選では逆に差をつけられた。
シーズン終盤にはヘルメットを叔父似の黄色ではなくオレンジ色のオリジナルデザインに変更した。だが皮肉にも、母国であるブラジルGPでは1周も終えずにリタイアする憂き目にあった。
シーズン終了後、ウィリアムズは翌年のドライバーラインナップとして、マルドナドの残留とボッタスの昇格を発表した。これによりブルーノはウィリアムズを離れることになったが、翌年のF1でのシートは得られなかった。

### WEC
2013年よりFIA 世界耐久選手権（WEC）にアストンマーティン・レーシングよりル・マンGTエンデュランスのAmクラスに参戦。初戦のシルバーストンでクラス優勝するなど2勝を上げ個人ランキング8位の成績を残した。2014年も同チームより序盤の2戦にのみ参戦した。

### フォーミュラE
2014年よりフォーミュラEにおいてマヒンドラ・レーシング・フォーミュラEチームより参戦。チームメイトはまたもチャンドックとなる。

## その他

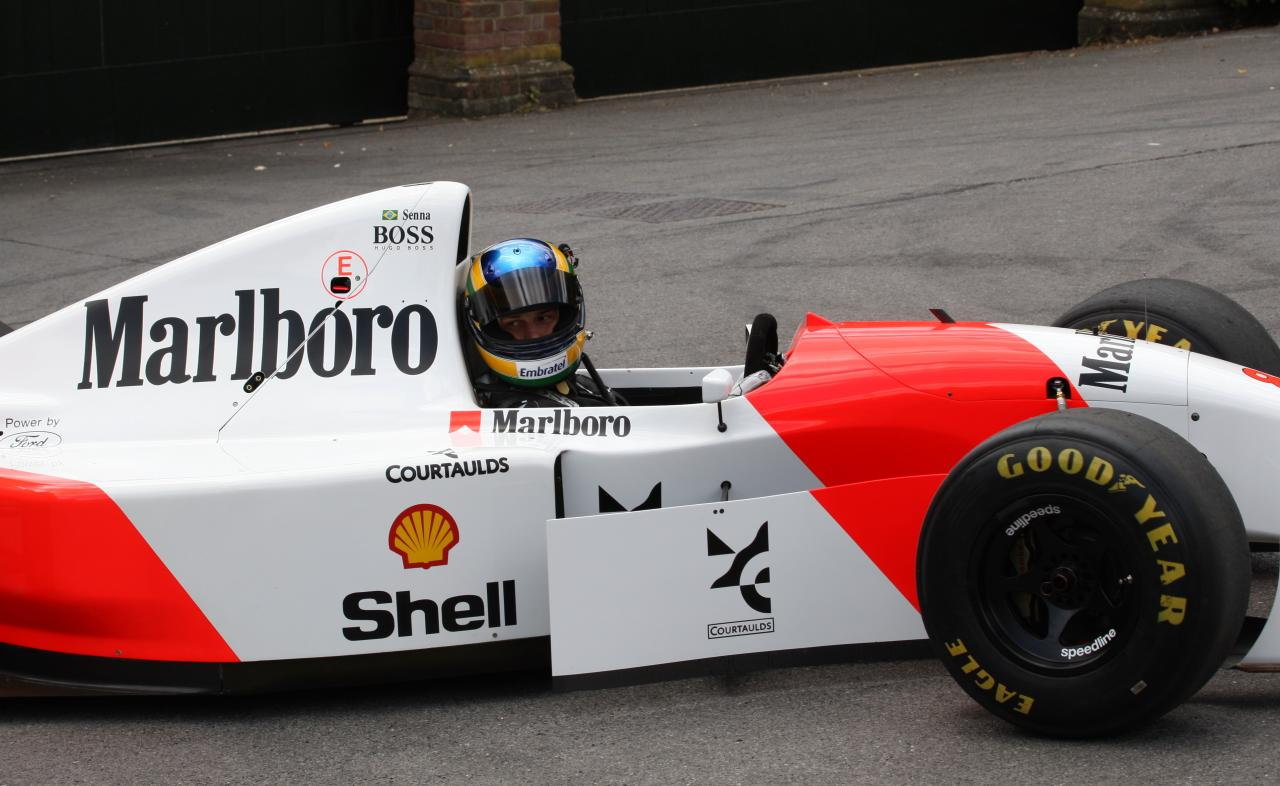
マクラーレン・MP4/8を駆るブルーノ。バイザーを開けたその眼差しは叔父によく似ている。

ブルーノは、農場でしばしば叔父と共にカートレースを楽しみ、自身のドライビングの才能を高く評価されたと言われており、生前、叔父がマクラーレンチームを去る時に当時マクラーレンのチーム代表であったロン・デニスに "If you think I'm fast, just wait until you see my nephew Bruno." (※：もしあなたが、私を優れたドライバーだと評価するのなら、それは私の甥のブルーノを見るまで評価するのを少し待ってください)とも語っていた。
ブルーノは黄色をベースに緑と紺の帯をあしらった、叔父のそれによく似たヘルメットを用いている。また、ヘルメットから見える眼差しは叔父と瓜二つである。
参戦初年度である2010年でも、母国の航空会社であるヴァリグ・ブラジル航空、エンブラテル、スペインのサンタンデール銀行、スイスの高級腕時計ブランドHublot(ウブロ)を個人スポンサーとして抱える他、レッドブル、アイルトン・セナ財団からの支援をうけている。2011年にハイドフェルドの後任としてロータス・ルノーGPのシートに座った際にも4つのスポンサーを獲得しているが、内エンブラテルはデビューの頃よりセナをスポンサーし、ブラジルに深い縁があるOGXペトロレオなどもセナがレギュラーシートを再度獲得してからスポンサー活動を開始しており、またハイドフェルドとの交代劇の背景にはセナのスポンサーやビジネス性を見込んでロータス・ルノーGP上層陣が交代することを前提に先んじてスポンサー活動を行っていたと言われる。
叔父が伝説のドライバーであるひいき目もあって、ブルーノが“セナ”の名を再び輝かせると信じる者も少なくない。しかし、ブルーノ本人は“セナ”だから、F1に行けたと思われたくないと、自らの実力での評価を望んでいる。また、F1デビューが決定した時のインタビューで "I hope in a short time that everybody remembers me for being Bruno, myself, and not for my uncle's surname."（※：みんな僕のことを叔父の苗字じゃなく、ブルーノで早く覚えてくれるよう願っているよ。）とも語っている。

## レース戦績

### フォーミュラ

#### イギリス・フォーミュラ3選手権
| 年     | チーム                               | エンジン   | クラス | 1       | 2         | 3       | 4       | 5         | 6        | 7        | 8         | 9         | 10        | 11       | 12       | 13        | 14      | 15      | 16        | 17        | 18      | 19        | 20    | 21       | 22       | 23        | 24    | 順位 | ポイント |
| ------ | ------------------------------------ | ---------- | ------ | ------- | --------- | ------- | ------- | --------- | -------- | -------- | --------- | --------- | --------- | -------- | -------- | --------- | ------- | ------- | --------- | --------- | ------- | --------- | ----- | -------- | -------- | --------- | ----- | ---- | -------- |
| 2005年 | ライコネン・ロバートソン・レーシング | 無限       | C      | DON 1 6 | DON 2 Ret | SPA 1 C | SPA 1 C | CRO 1 Ret | CRO 2 5  | KNO 1 14 | KNO 2 DNS | THR 1 11  | THR 2 Ret | CAS 1 12 | CAS 2 10 | MNZ 1 Ret | MNZ 2 6 | MNZ 3 5 | SIL 1 Ret | SIL 2 Ret | SIL 3   | NÜR 1 Ret | NÜR 2 | MON 1 12 | MON 2 14 | SIL 1 Ret | SIL 2 | 10位 | 75       |
| 2006年 | ライコネン・ロバートソン・レーシング | メルセデス | C      | OUL 1   | OUL 2 1   | DON 1   | DON 2 4 | PAU 1 11  | PAU 2 10 | MON 1    | MON 2 5   | SNE 1 Ret | SNE 2 DNS | SPA 1 3  | SPA 1 3  | SIL 1 2   | SIL 2 8 | BRH 1 7 | BRH 2 5   | MUG 1 10  | MUG 2 1 | SIL 1 4   | SIL 2 | THR 1 4  | THR 2 6  |           |       | 3位  | 229      |

- 太字はポールポジション、斜字はファステストラップ。(key)

#### GP2シリーズ
| 年     | チーム                        | 1         | 2         | 3          | 4           | 5          | 6         | 7           | 8          | 9          | 10         | 11          | 12         | 13         | 14         | 15        | 16          | 17         | 18          | 19        | 20          | 21         | 順位 | ポイント |
| ------ | ----------------------------- | --------- | --------- | ---------- | ----------- | ---------- | --------- | ----------- | ---------- | ---------- | ---------- | ----------- | ---------- | ---------- | ---------- | --------- | ----------- | ---------- | ----------- | --------- | ----------- | ---------- | ---- | -------- |
| 2007年 | アーデン・インターナショナル  | BHR FEA 4 | BHR SPR 8 | CAT FEA 1  | CAT SPR 4   | MON FEA 11 | MAG FEA 3 | MAG SPR 7   | SIL FEA 11 | SIL SPR 10 | NÜR FEA 15 | NÜR SPR Ret | HUN FEA 13 | HUN SPR 12 | IST FEA 10 | IST SPR 6 | MNZ FEA 4   | MNZ SPR 3  | SPA FEA Ret | SPA SPR 8 | VAL FEA Ret | VAL SPR 14 | 8位  | 34       |
| 2008年 | iスポーツ・インターナショナル | CAT FEA 2 | CAT SPR 4 | IST FEA 15 | IST SPR Ret | MON FEA 1  | MON SPR 5 | MAG FEA Ret | MAG SPR 5  | SIL FEA 6  | SIL SPR 1  | NÜR FEA 4   | NÜR SPR 3  | HUN FEA 3  | HUN SPR 3  | VAL FEA 9 | VAL SPR Ret | SPA FEA 11 | SPA SPR Ret | MNZ FEA 5 | MNZ SPR 9   |            | 2位  | 64       |

- 太字はポールポジション、斜字はファステストラップ。(key)

##### GP2アジアシリーズ
| 年     | エントラント                  | 1          | 2           | 3         | 4         | 5           | 6         | 7         | 8           | 9            | 10          | DC  | ポイント |
| ------ | ----------------------------- | ---------- | ----------- | --------- | --------- | ----------- | --------- | --------- | ----------- | ------------ | ----------- | --- | -------- |
| 2008年 | iスポーツ・インターナショナル | DUB1 FEA 2 | DUB1 SPR 19 | SEN FEA 7 | SEN SPR 2 | SEP FEA Ret | SEP SPR 8 | BHR FEA 4 | BHR SPR Ret | DUB2 FEA DSQ | DUB2 SPR 11 | 5位 | 23       |

- 太字はポールポジション、斜字はファステストラップ。(key)

#### F1
| 年     | チーム           | シャーシ | エンジン                   | 1       | 2       | 3      | 4      | 5       | 6       | 7       | 8       | 9      | 10     | 11     | 12     | 13      | 14      | 15      | 16     | 17     | 18     | 19     | 20      | WDC  | ポイント |
| ------ | ---------------- | -------- | -------------------------- | ------- | ------- | ------ | ------ | ------- | ------- | ------- | ------- | ------ | ------ | ------ | ------ | ------- | ------- | ------- | ------ | ------ | ------ | ------ | ------- | ---- | -------- |
| 2010年 | HRT              | F110     | コスワース・CA2010 2.4L V8 | BHR Ret | AUS Ret | MAL 16 | CHN 16 | ESP Ret | MON Ret | TUR Ret | CAN Ret | EUR 20 | GBR    | GER 19 | HUN 17 | BEL Ret | ITA Ret | SIN Ret | JPN 15 | KOR 14 | BRA 21 | ABU 19 |         | 23位 | 0        |
| 2011年 | ロータス・ルノー | R31      | ルノー・RS27 2.4L V8       | AUS     | MAL     | CHN    | TUR    | ESP     | MON     | CAN     | EUR     | GBR    | GER    | HUN TD | BEL 13 | ITA 9   | SIN 15  | JPN 16  | KOR 13 | IND 12 | ABU 16 | BRA 17 |         | 18位 | 2        |
| 2012年 | ウィリアムズ     | FW34     | ルノー・RS27 2.4L V8       | AUS 16  | MAL 6   | CHN 7  | BHR 22 | ESP Ret | MON 10  | CAN 17  | EUR 10  | GBR 9  | GER 17 | HUN 7  | BEL 12 | ITA 10  | SIN 18  | JPN 14  | KOR 15 | IND 10 | ABU 8  | USA 10 | BRA Ret | 16位 | 31       |

(key)

#### フォーミュラE
| 年        | チーム                 | シャシー          | パワートレイン           | 1        | 2        | 3       | 4      | 5        | 6     | 7       | 8      | 9      | 10     | 11    | 順位 | ポイント |
| --------- | ---------------------- | ----------------- | ------------------------ | -------- | -------- | ------- | ------ | -------- | ----- | ------- | ------ | ------ | ------ | ----- | ---- | -------- |
| 2014-15年 | マヒンドラ・レーシング | スパーク・SRT 01E | SRT 01E                  | BEI Ret+ | PUT 14†+ | PDE 6   | BNA 5+ | MIA Ret+ | LBH 5 | MON Ret | BER 17 | MOS 16 | LON 16 | LON 4 | 10位 | 40       |
| 2015-16年 | マヒンドラ・レーシング | スパーク・SRT 01E | マヒンドラ・M2エレクトロ | BEI 13   | PUT 5    | PDE Ret | BNA 10 | MEX 10   | LBH 5 | PAR 9   | BER 15 | LON 2  | LON 6  |       | 11位 | 52       |

- 太字はポールポジション、斜字はファステストラップ。(key)
- + : ファンブースト。
- † : リタイアだが、90%以上の距離を走行したため規定により完走扱い。

### スポーツカー

#### ル・マン・シリーズ/ヨーロピアン・ル・マン・シリーズ
| 年     | チーム                       | 使用車両        | クラス | 1      | 2       | 3      | 4   | 5      | 6      | 順位 | ポイント |
| ------ | ---------------------------- | --------------- | ------ | ------ | ------- | ------ | --- | ------ | ------ | ---- | -------- |
| 2009年 | チーム・オレカ-マットムート  | オレカ・01      | LMP1   | CAT 3  | SPA Ret | ARG 3  | NÜR | SIL    |        | 16位 | 12       |
| 2018年 | ユナイテッド・オートスポーツ | リジェ・JS P217 | LMP2   | CAS 12 | MON     | SPL    | SIL | SPA    | ALG    | 32位 | 0.5      |
| 2019年 | RLR・Mスポーツ               | オレカ・07      | LMP2   | CAS 8  | MNZ Ret | CAT 13 | SIL | SPA 14 | ALG 15 | 21位 | 5.5      |

- 太字はポールポジション、斜字はファステストラップ。(key)
- * : 今シーズンの順位。（現時点）

#### FIA 世界耐久選手権
| 年        | チーム                         | 使用車両                             | クラス    | 1       | 2     | 3       | 4       | 5     | 6       | 7     | 8       | 9     | 順位 | ポイント |
| --------- | ------------------------------ | ------------------------------------ | --------- | ------- | ----- | ------- | ------- | ----- | ------- | ----- | ------- | ----- | ---- | -------- |
| 2013年    | アストンマーティン・レーシング | アストンマーティン・ヴァンテージ GTE | LMGTE Pro | SIL 1   | SPA 2 | LMN Ret | SAO Ret | COA 1 |         | SHA 2 | BHR Ret |       | 8位  | 94       |
| 2013年    | アストンマーティン・レーシング | アストンマーティン・ヴァンテージ GTE | LMGTE Am  |         |       |         |         |       | FSW 1   |       |         |       | 8位  | 94       |
| 2014年    | アストンマーティン・レーシング | アストンマーティン・ヴァンテージ GTE | LMGTE Pro | SIL     | SPA 4 | LMN 10  | COA     | FSW   | SHA     | BHR   | SÃO     |       | 17位 | 14       |
| 2016年    | RGRレーシング・バイ・モラン    | リジェ・JS P2                        | LMP2      | SIL 1   | SPA 4 | LMN 6   | NÜR 2   | MEX 1 | COA 2   | FSW 2 | SHA 3   | BHR 2 | 2位  | 166      |
| 2017年    | バイヨン・レベリオン           | オレカ・07                           | LMP2      | SIL 2   | SPA 2 | LMN 6   | NÜR 2   | MEX 1 | COA 3   | FSW 1 | SHA 1   | BHR 1 | 1位  | 186      |
| 2018-19年 | TVR・レベリオン・レーシング    | レベリオン・R13                      | LMP1      | SPA DSQ | LMN 4 | SIL     | FSW 3   | SHA 4 | SEB Ret | SPA 5 | LMN 4   |       | 7位  | 73       |
| 2019-20年 | TVR・レベリオン・レーシング    | レベリオン・R13                      | LMP1      | SIL 9   | FSW 3 | SHA 1   | BHR 3   | COA 1 | SPA 3   | LMN 2 | BHR     |       | 3位  | 145      |

- 太字はポールポジション、斜字はファステストラップ。(key)

#### ユナイテッド・スポーツカー選手権
| 年     | チーム                       | 使用車両             | クラス | 1     | 2      | 3   | 4   | 5     | 6     | 7   | 8   | 9   | 10    | 11  | 順位 | ポイント |
| ------ | ---------------------------- | -------------------- | ------ | ----- | ------ | --- | --- | ----- | ----- | --- | --- | --- | ----- | --- | ---- | -------- |
| 2017年 | テキーラ・パトロンESM        | 日産・オンローク DPi | P      | DAY 7 | SEB 10 | LBH | CTA | DET   | WGL 8 | MOS | ELK | LGA | PET 4 |     | 17位 | 97       |
| 2018年 | ユナイテッド・オートスポーツ | リジェ・JS P217      | P      | DAY 4 | SEB    | LBH | MDO | WGL 4 | MOS   | LIM | ELK | VIR | LGA   | PET | 33位 | 56       |

(key)

#### ル・マン24時間レース
| ル・マン24時間レース 結果 | ル・マン24時間レース 結果        | ル・マン24時間レース 結果                   | ル・マン24時間レース 結果            | ル・マン24時間レース 結果 | ル・マン24時間レース 結果 | ル・マン24時間レース 結果 | ル・マン24時間レース 結果 |
| 年                        | チーム                           | コ・ドライバー                              | 使用車両                             | クラス                    | 周回                      | 順位                      | クラス 順位               |
| ------------------------- | -------------------------------- | ------------------------------------------- | ------------------------------------ | ------------------------- | ------------------------- | ------------------------- | ------------------------- |
| 2009年                    | チーム・オレカ・マットムート AIM | ステファン・オルテリ ティアゴ・モンテイロ   | オレカ・01-AIM                       | LMP1                      | 219                       | DNF                       | DNF                       |
| 2013年                    | アストンマーティン・レーシング   | フレデリック・マコヴィッキィ ロブ・ベル     | アストンマーティン・ヴァンテージ GTE | GTE Pro                   | 252                       | DNF                       | DNF                       |
| 2014年                    | アストンマーティン・レーシング   | ダレン・ターナー シュテファン・ミュッケ     | アストンマーティン・ヴァンテージ GTE | GTE Pro                   | 310                       | 35位                      | 6位                       |
| 2016年                    | RGRレーシング・バイ・モラン      | フェリペ・アルブケルケ リカルド・ゴンザレス | リジェ・JS P2-日産                   | LMP2                      | 344                       | 14位                      | 10位                      |
| 2017年                    | バイヨン・レベリオン             | ニコラ・プロスト ジュリアン・カナル         | オレカ・07-ギブソン                  | LMP2                      | 340                       | 16位                      | 14位                      |
| 2018年                    | TVR・レベリオン・レーシング      | ニール・ジャニ アンドレ・ロッテラー         | レベリオン・R13-ギブソン             | LMP1                      | 375                       | 4位                       | 4位                       |
| 2019年                    | TVR・レベリオン・レーシング      | ニール・ジャニ アンドレ・ロッテラー         | レベリオン・R13-ギブソン             | LMP1                      | 376                       | 4位                       | 4位                       |
| 2020年                    | TVR・レベリオン・レーシング      | ノーマン・ナト グスタヴォ・メネゼス         | レベリオン・R13-ギブソン             | LMP1                      | 382                       | 2位                       | 2位                       |

#### デイトナ24時間レース
| デイトナ24時間レース 結果 | デイトナ24時間レース 結果    | デイトナ24時間レース 結果                                                | デイトナ24時間レース 結果 | デイトナ24時間レース 結果 | デイトナ24時間レース 結果 | デイトナ24時間レース 結果 | デイトナ24時間レース 結果 |
| 年                        | チーム                       | コ・ドライバー                                                           | 使用車両                  | クラス                    | 周回                      | 順位                      | クラス 順位               |
| ------------------------- | ---------------------------- | ------------------------------------------------------------------------ | ------------------------- | ------------------------- | ------------------------- | ------------------------- | ------------------------- |
| 2017年                    | テキーラ・パトロンESM        | エド・ブラウン ヨハネス・ヴァン・オーヴァービーク ブレンドン・ハートレイ | 日産・オンローク DPi      | P                         | 636                       | 17位                      | 7位                       |
| 2018年                    | ユナイテッド・オートスポーツ | ポール・ディ・レスタ ウーゴ・ドゥ・サデレール ウィル・オーウェン         | リジェ・JS P217-ギブソン  | P                         | 804                       | 4位                       | 4位                       |

#### スパ・フランコルシャン24時間レース
| スパ24時間レース 結果 | スパ24時間レース 結果        | スパ24時間レース 結果                                  | スパ24時間レース 結果     | スパ24時間レース 結果 | スパ24時間レース 結果 | スパ24時間レース 結果 | スパ24時間レース 結果 |
| 年                    | チーム                       | コ・ドライバー                                         | 使用車両                  | クラス                | 周回                  | 順位                  | クラス 順位           |
| --------------------- | ---------------------------- | ------------------------------------------------------ | ------------------------- | --------------------- | --------------------- | --------------------- | --------------------- |
| 2013年                | フォン・ライアン・レーシング | ロブ・バーフ クリス・グッドウィン                      | マクラーレン・MP4-12C GT3 | Pro                   | 540                   | 15位                  | 8位                   |
| 2015年                | フォン・ライアン・レーシング | エイドリアン・クアイフェ=ホッブス アルヴァロ・パレンテ | マクラーレン・650S GT3    | Pro                   | 511                   | 18位                  | 11位                  |
| 2016年                | ガレージ・59                 | ピポ・デラーニ ダンカン・タピー                        | マクラーレン・650S GT3    | Pro                   | 500                   | 40位                  | 22位                  |